# Exsurgence

Nappe perchée dont l'eau ressort dans la vallée d'une rivière au niveau d'une exsurgence qui sert de source et qui constitue l'exutoire de la nappe d'eau souterraine.

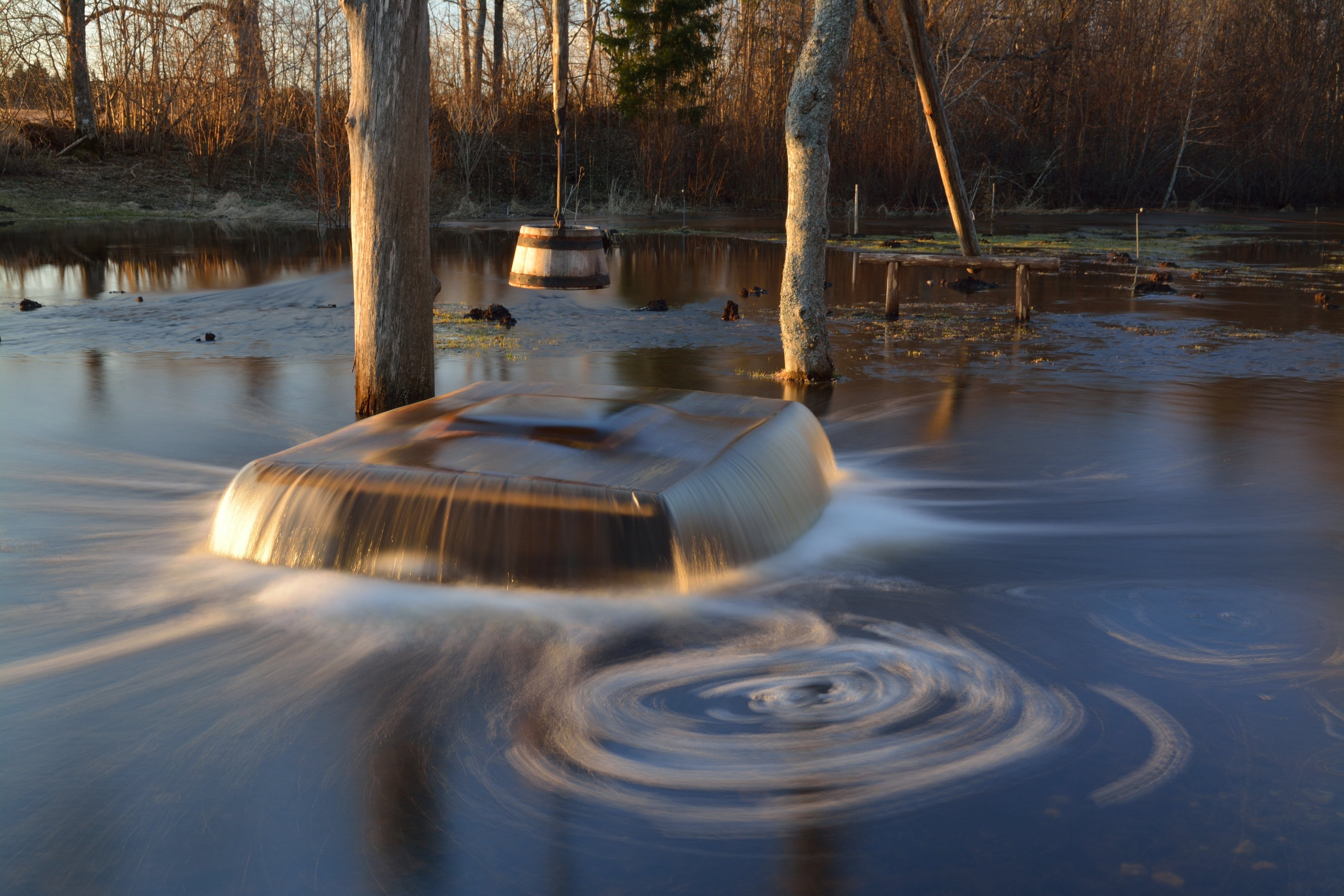
Le puits aux sorcières de Tuhala, Estonie.

Une exsurgence (du latin surgere qui signifie « se lever ») est l'exutoire d'écoulements souterrains qui proviennent de l'infiltration des eaux de pluie ou d'un cours d'eau souterrain. Les résurgences et puits artésiens sont des exsurgences particulières. Il existe des exsurgences sous-fluviales, sous-lacustres et sous-marines.

## Sémantique et  définitions
Ne pas confondre les mots « exsurgence » (avec un « s » après le « x ») et « exurgence ».
Le mot « exurgence », souvent employé à tort, suggère une sortie d'eau « puissante » ou « avec force », ceci en raison de l'étymon urgere par rapport à surgere pour exsurgence. Le latin urgere signifie « presser, pousser ». Le mot « exurgence » n'est qu'occasionnellement employé dans des textes spécialisés d'hydrographie. Il abonde, parfois d'une façon abusive, dans les rapports des spéléologues.
L'émergence est quant à elle un exutoire dont l’origine n’est pas connue.
Quelle que soit l'origine des écoulements souterrains, ces exutoires forment des sources dont l'eau provient d'un réseau hydrogéologique endogène d'un massif, généralement karstique.

## Résurgence
Une résurgence est une exsurgence alimentée en partie par au moins un cours d'eau de surface identifié dont une partie ou la totalité s'infiltre dans le sous-sol par une ou plusieurs pertes. Dès lors que la perte ou le réseau hydrographique de surface communicant a été mis en évidence par la visite ou la coloration, l'exsurgence devient une résurgence.

## Puits artésien
Un puits artésien est une exsurgence formant un puits où l'eau jaillit spontanément ou par forage. Ce phénomène a été mis en évidence pour la première fois par les moines de l'abbaye de Lillers, en Artois en 1126, d'où son nom.

## Sources ou exsurgences marines

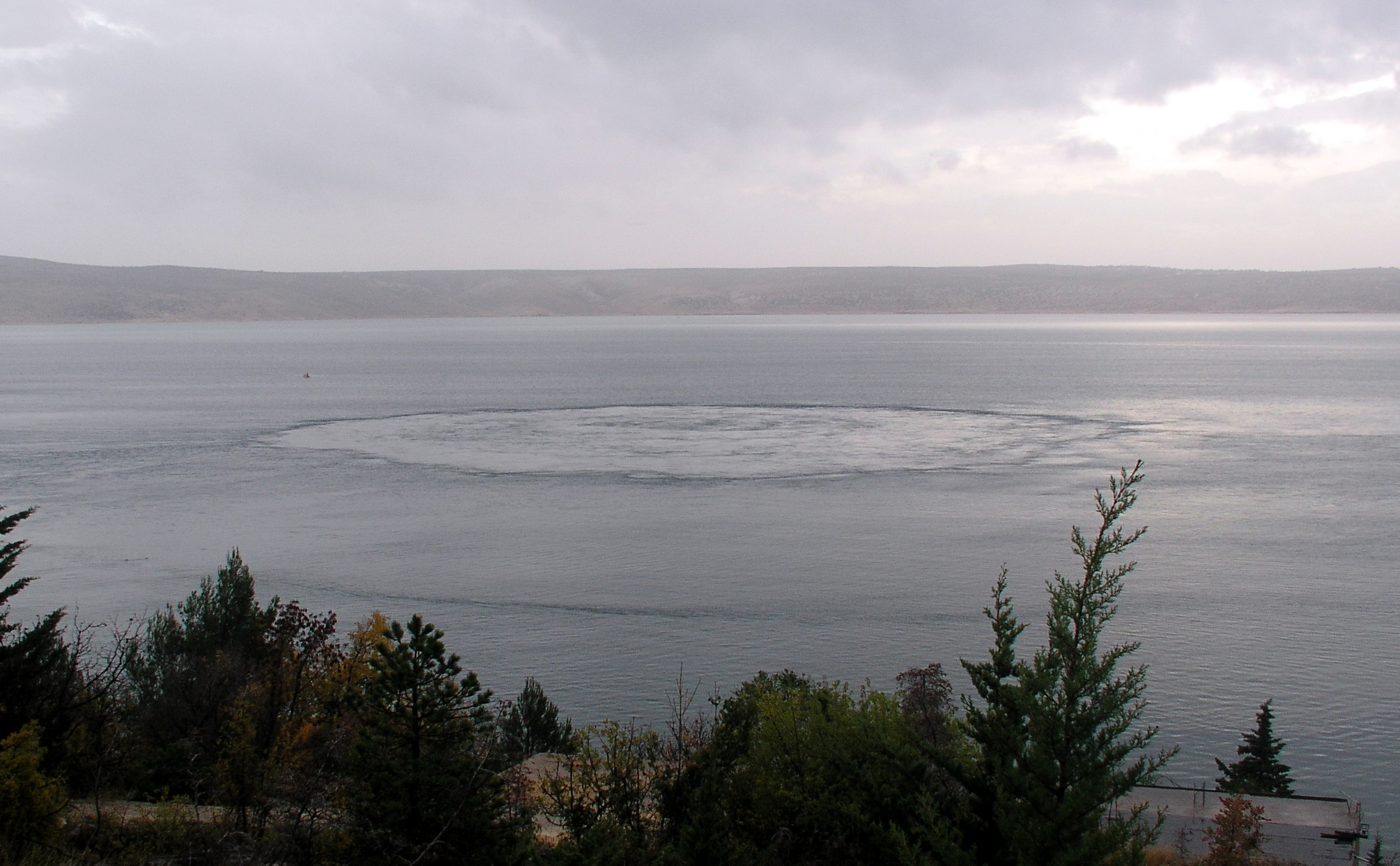
Vruljés de Modric près de Rovanjska (Croatie), exsurgences sous-marines du massif du Velebit.

On en connait un certain nombre, souvent situées près du trait de côte, jusqu’à plusieurs dizaines de mètres de profondeur et jusqu’à plusieurs centaines de mètres du rivage, leur débit étant parfois important, mais selon les hydrogéologues, il en existe bien plus et les sous-estimer conduit à une mésinterprétation de nombreuses données océanographiques sur la salinité, les courants, l'écologie marine, les ressources halieutiques, la zonation des pollutions côtières et de la productivité benthique, ou encore les flux de substances dissoutes détectés entre le sédiment et la colonne d'eau. À titre d'exemple, on a montré qu'une source d'eau douce apportait dans la région de Perth (Australie-Occidentale) plusieurs fois plus de nitrates dans les eaux côtières que ce que ferait l'eau d'un fleuve polluée par le ruissellement.
En constituant pour les espèces benthiques et parfois pélagiques des conditions en partie estuariennes (avec moins de lumière et plus de pression parfois), elles peuvent localement susciter des écosystèmes très particuliers, et en cela contribuent à la biodiversité marine. Ainsi, on a pu trouver sur la marge sud-ouest de la baie de la Delaware, près du cap Henlopen, une zone sableuse où l'eau interstitielle était très peu salée et où vivaient dans des terriers des assemblages denses (milliers d'individus par mètre carré) du ver polychète Marenzelleria viridis, considéré comme typique de milieux plus frais et peu salés (oligohalins). 
Certaines sources sous-marines d'eau douce dopent la croissance des microalgues qui, à leur tour nourrissent des organismes filtreurs, lesquels peuvent stabiliser le sédiment et nourrir des poissons, oiseaux marins, etc.
On détecte parfois ces sources d'eau douce par des changements de couleur ou des anomalies de salinité et de densité de l'eau, et parfois via l'imagerie infrarouge .
Ces exsurgences ont parfois été utilisées par des marins comme source d'eau potable en pleine mer, mais elles sont parfois saumâtres.
Quelques-unes ont fait l'objet d'études comme les sources sous-marines de la baie de Kastela en Croatie, ou la source de Cabbé-Massolins (Roquebrune-Cap-Martin, France), mais ce sont des phénomènes encore peu étudiés, mal cartographiés et rarement mesurés in situ. Des scientifiques (Cable et al., 1996) ont cherché, dans le golfe du Mexique, à quantifier ces apports d'eau douce au moyen d'analyses isotopiques de l'eau en utilisant dans le cas le radon 222.
Les sources sous-marines de la côte Dalmate (Croatie) sont nombreuses et appelées vruljés.
En 2004, l'UNESCO a publié un guide sur les exsurgences d'eau douce en mer.

## Qualité de l'eau
Décantée dans les roches qu'elle a traversées, l'eau peut être de bonne qualité mais pas toujours car un réseau karstique n'est pas filtrant ; une pollution peut rapidement s'y transmettre (cf. source de la Loue et pollution accidentelle par les usines Pernod en 1901).

## Quelques exsurgences ou résurgences

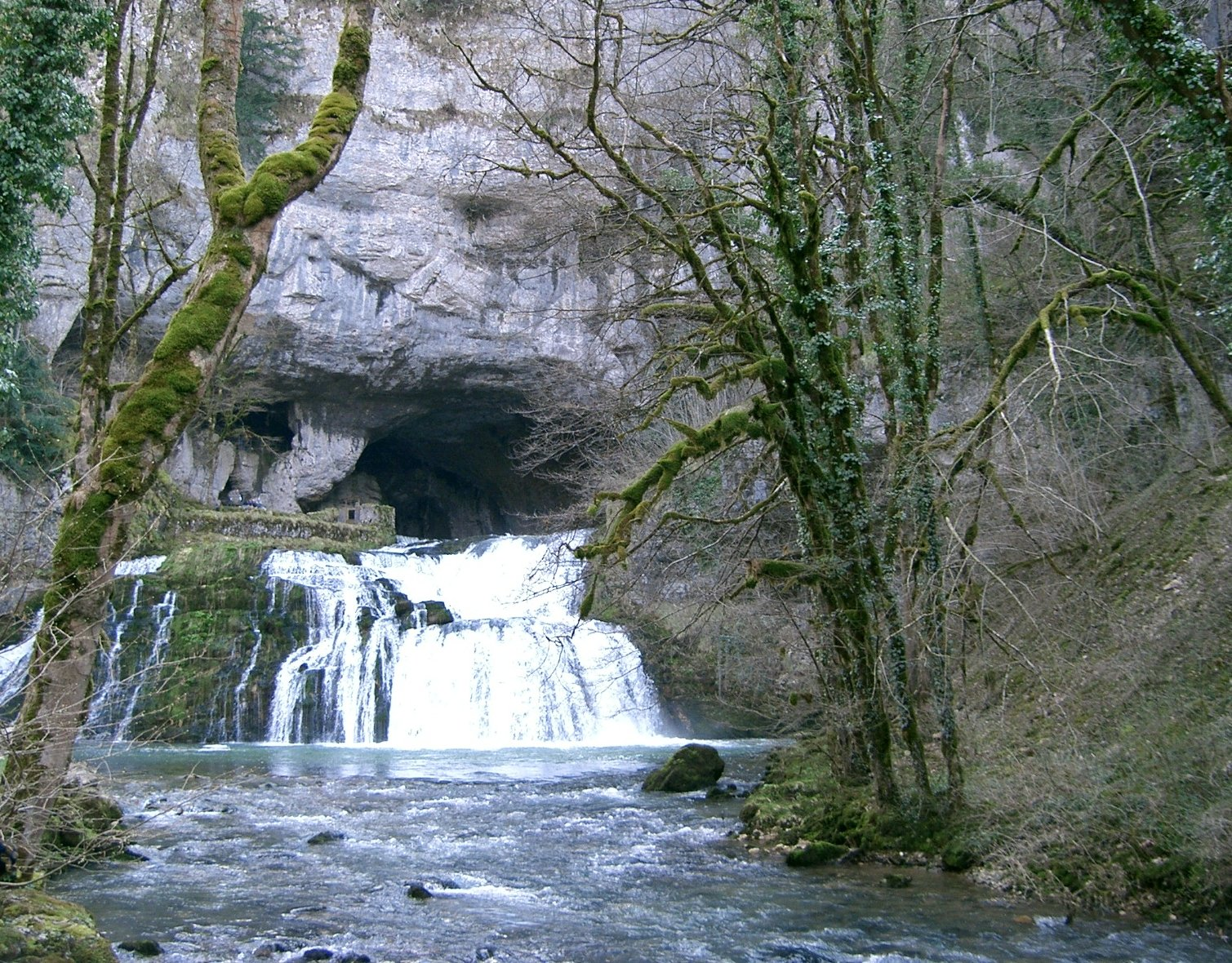
Source du Lison, Doubs (France).

- En Belgique, la résurgence de la Lesse et celle de Vaux-sous-Olne ;
- En Bosnie-Herzégovine, la résurgence de la Buna à Blagaj, et celle de la Bosna près de Sarajevo ;
- En Espagne, la résurgence du Goueil de Joueou, source officielle de la Garonne jusqu'en 1931 ;
- En France, l'exsurgence de Port-Miou (sous-marine), la fontaine intermittente de Fontestorbes, la fontaine de Vaucluse, la Loue (résurgence partielle et affluent du Doubs), la source du Lison,  la grotte de la Luire ;
- En Italie, le Bacchiglione ;
- En Suisse, les sept fontaines de la Simme ;
- En Allemagne, l'Aachtopf ;
- Aux États-Unis, le Big Spring, Missouri, Jacob's Well (Texas)...